# Petroniosz Diodotosz
Petroniosz Diodotosz (1. század) görög orvos
Az empirikus iskolához tartozott, az 1. század első felében egy gyógyszertani munkát írt, amelynek címe idősebb Plinius szerint „Anthopologomena” (Növénygyűjtemény) volt. Mint az empirikus orvosi iskola legtöbb tagja, Petroniosz is iparszerűen fogta fel hivatását, az orvos fő feladatának hatásos receptek gyűjtését tekintette, de mint Dioszkuridész említi, felületesen járt el, mivel művében nem közölte az általa betűrendben tárgyalt gyógyszerek tisztaságának és hamisítatlan voltának ismertető jeleit, ezenfelül pedig a gyógyszerek hatásmódjának tárgyalásánál a tapasztalat helyett sokszor bizonytalan hitelességű elméletekre támaszkodott. A munka nem maradt fenn.